# Fyé
Pour les articles homonymes, voir Fye.
Fyé est une commune française, située dans le département de la Sarthe, en région Pays de la Loire. La proximité de la ville d'Alençon, au nord, permet toutefois à Fyé d'avoir des relations importantes avec le département de l'Orne, dans la région Normandie. La commune est peuplée de 995 habitants (les Flacuméens ou Fiétuméens).
La commune fait partie de la province historique du Maine, et se situe dans le Saosnois.

## Géographie

### Communes limitrophes
| Gesnes-le-Gandelin   | Oisseau-le-Petit         | Chérisay         |
| Saint-Victeur        | Fyé                      | Rouessé-Fontaine |
| Saint-Ouen-de-Mimbré | Saint-Germain-sur-Sarthe | Coulombiers      |

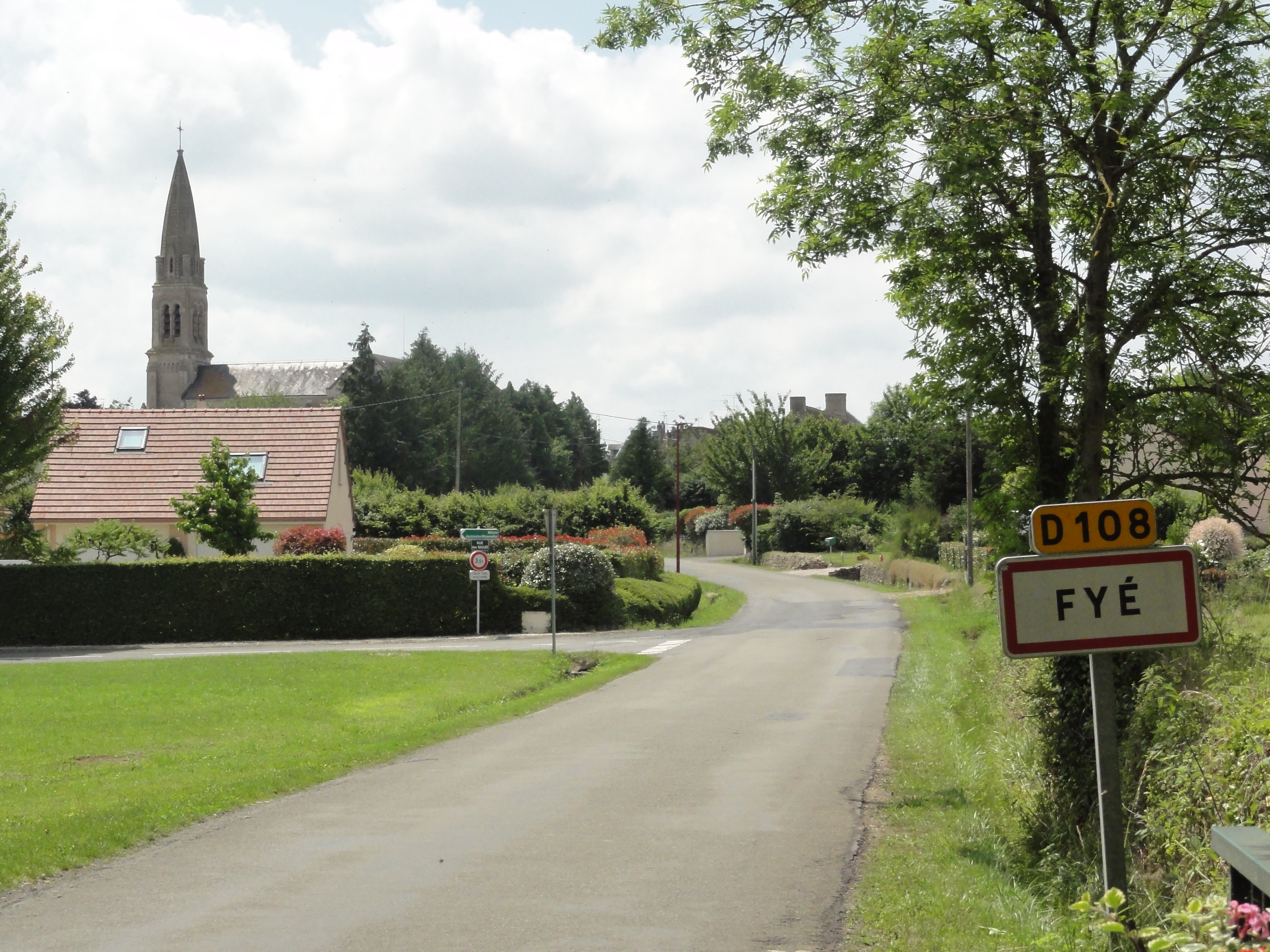
Entrée du village.
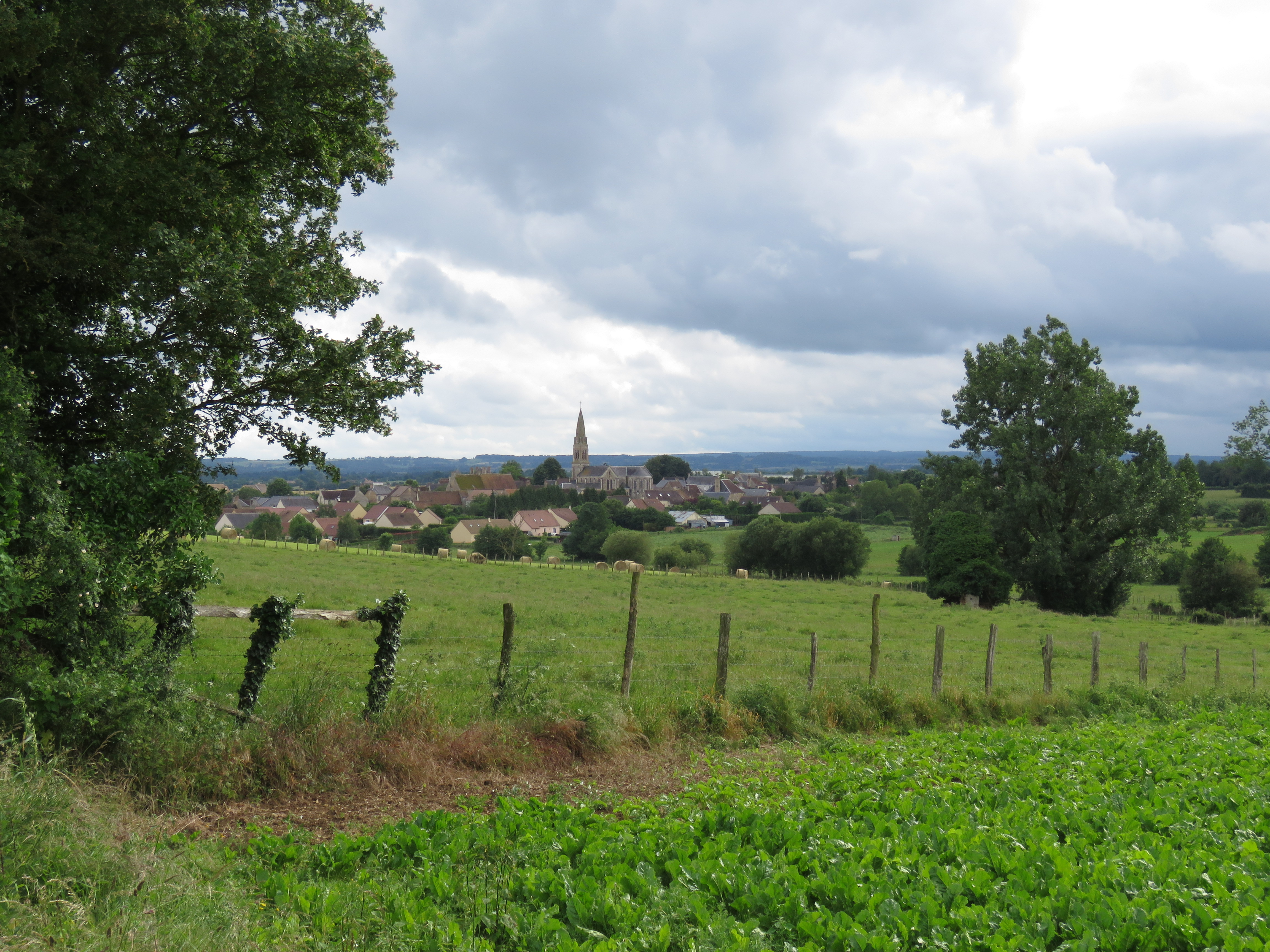
Vue du village depuis le nord.
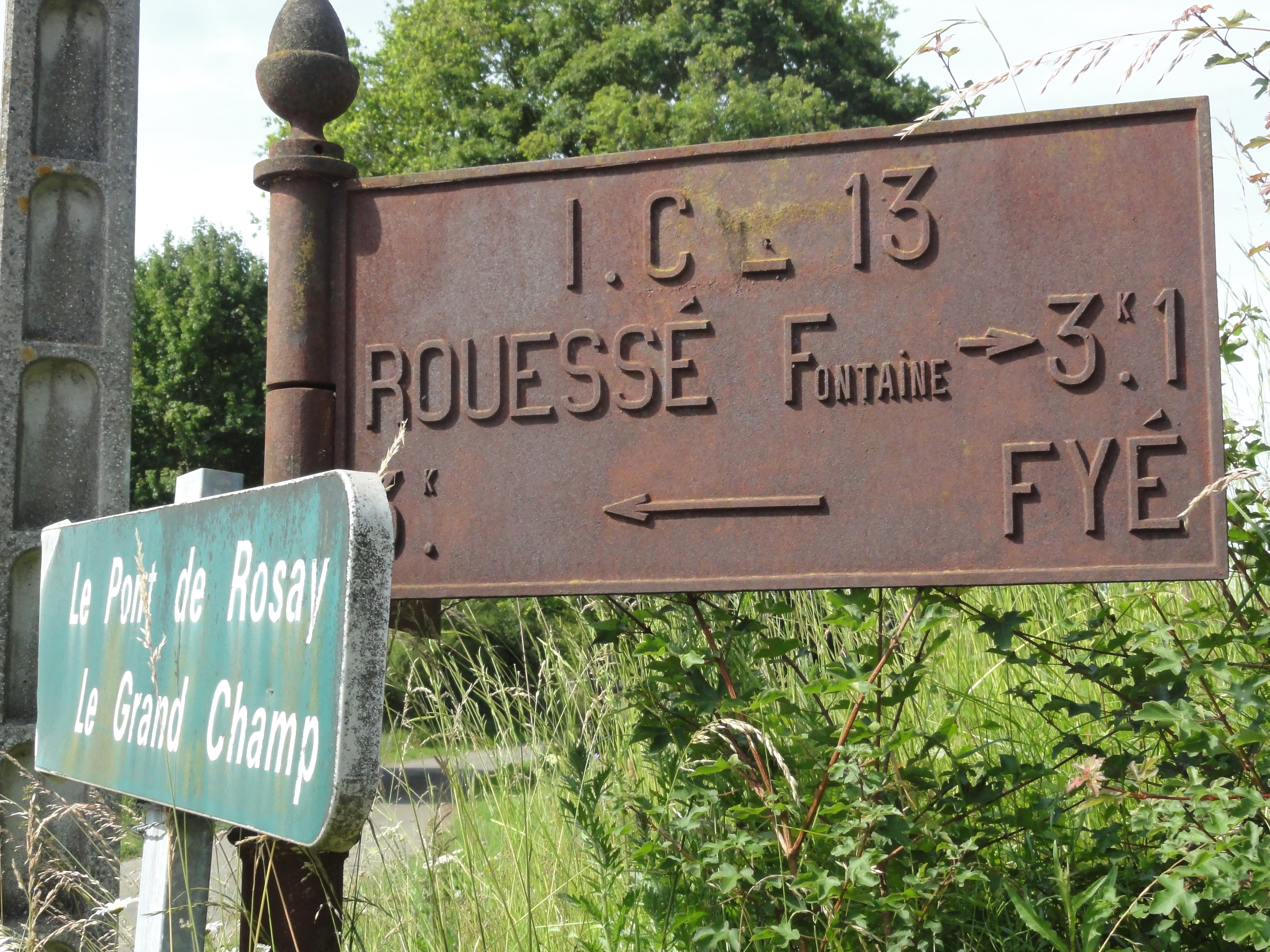
Plaque de cocher.

### Climat
Pour des articles plus généraux, voir Climat des Pays de la Loire et Climat du Val-d'Oise.
En 2010, le climat de la commune est de type climat océanique dégradé des plaines du Centre et du Nord, selon une étude du CNRS s'appuyant sur une série de données couvrant la période 1971-2000. En 2020, Météo-France publie une typologie des climats de la France métropolitaine dans laquelle la commune est dans une zone de transition entre le climat océanique et le climat océanique altéré et est dans une zone de transition entre les régions climatiques « Normandie (Cotentin, Orne) » et « Moyenne vallée de la Loire ». 
Pour la période 1971-2000, la température annuelle moyenne est de 10,8 °C, avec une amplitude thermique annuelle de 14,3 °C. Le cumul annuel moyen de précipitations est de 709 mm, avec 12,2 jours de précipitations en janvier et 7 jours en juillet. Pour la période 1991-2020, la température moyenne annuelle observée sur la station météorologique de Météo-France la plus proche, « Deauville », sur la commune de Deauville à 5 374 km à vol d'oiseau, est de 0,0 °C et le cumul annuel moyen de précipitations est de 0,0 mm,. Pour l'avenir, les paramètres climatiques de la commune estimés pour 2050 selon différents scénarios d'émission de gaz à effet de serre sont consultables sur un site dédié publié par Météo-France en novembre 2022.

## Urbanisme

### Typologie
Au 1er janvier 2024, Fyé est catégorisée bourg rural, selon la nouvelle grille communale de densité à sept niveaux définie par l'Insee en 2022.
Elle est située hors unité urbaine. Par ailleurs la commune fait partie de l'aire d'attraction d'Alençon, dont elle est une commune de la couronne,. Cette aire, qui regroupe 89 communes, est catégorisée dans les aires de 50 000 à moins de 200 000 habitants,.

### Occupation des sols
L'occupation des sols de la commune, telle qu'elle ressort de la base de données européenne d’occupation biophysique des sols Corine Land Cover (CLC), est marquée par l'importance des territoires agricoles (89,2 % en 2018), en diminution par rapport à 1990 (90,1 %). La répartition détaillée en 2018 est la suivante : 
terres arables (79,5 %), prairies (9,7 %), forêts (5,6 %), zones urbanisées (5,2 %). L'évolution de l’occupation des sols de la commune et de ses infrastructures peut être observée sur les différentes représentations cartographiques du territoire : la carte de Cassini (XVIIIe siècle), la carte d'état-major (1820-1866) et les cartes ou photos aériennes de l'IGN pour la période actuelle (1950 à aujourd'hui).

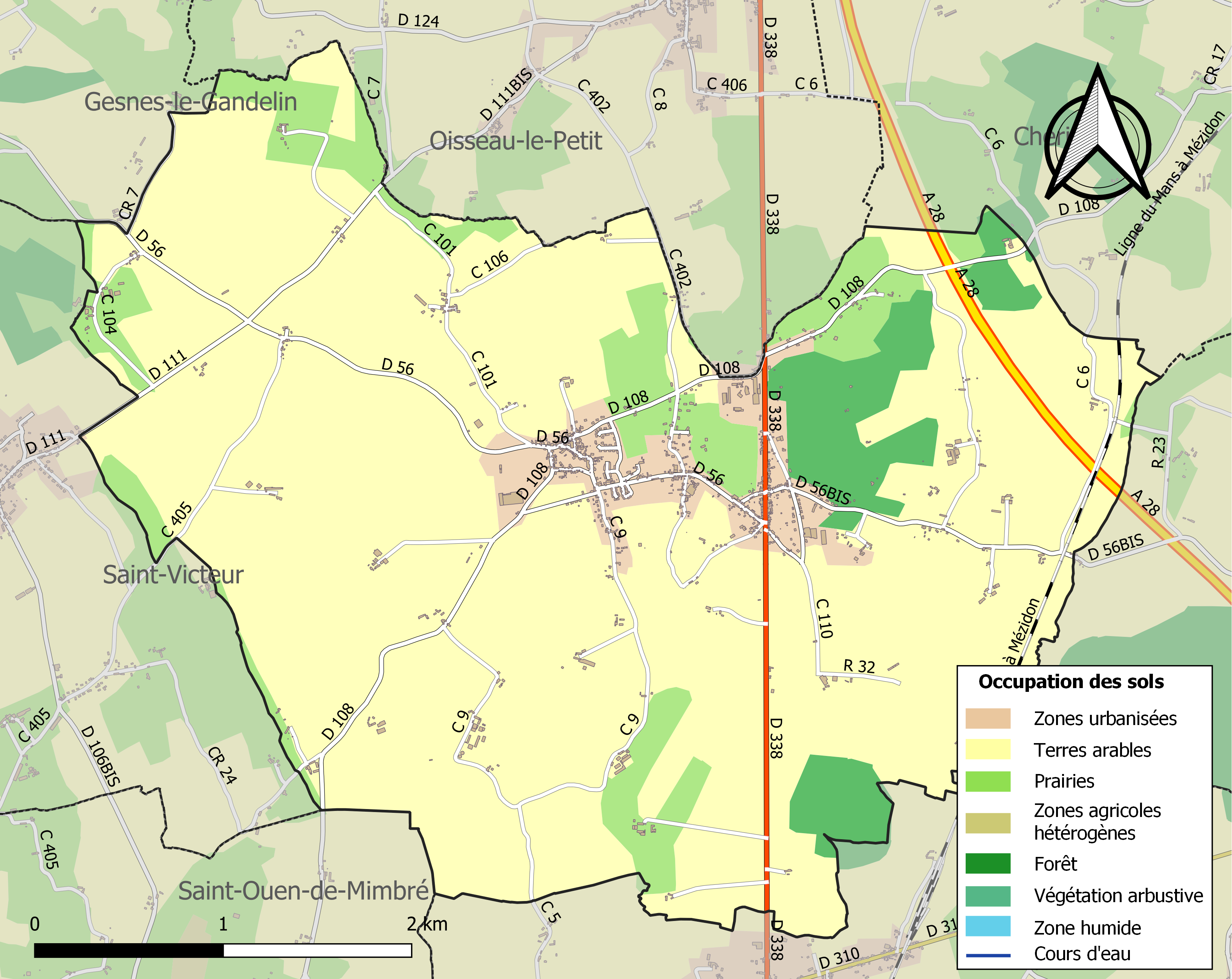
Carte des infrastructures et de l'occupation des sols de la commune en 2018 (CLC).

## Histoire

### La bataille de Normandie
Le 8 août 1944, le 15e corps d'armée américain entre dans Le Mans. Le mouvement d'encerclement des troupes allemandes prévoit de remonter vers Alençon, vers le nord, sur un axe Savigné-l'Évêque, Bonnétable, Marolles-les-Braults et Mamers. 
« Patton a ordonné à Haislip de mettre la 2e DB (...) en tête du XVe corps. La seule division française engagée dans la bataille monte vers Alençon, suivie de la 90e DI. En chemin, elle défait  et pourchasse ce qui reste de la 708e allemande. (...) La 2e division blindée subit ses premières grosses pertes à Mézières-sur-Ponthouin et Fyé. »
— Jean-François Ercksen, L'Ouest en guerre
Le général Leclerc, à la tête de la 2e DB n'eut de cesse de se porter au contact de la 9e Panzerdivision, attirant sur la 2e DB l'admiration du général Patton. La 2e division blindée libérera Alençon le 12 août 1944, avant de fondre vers Argentan, puis de faire route vers Paris.

## Politique et administration
| Période                                  | Période   | Identité            | Étiquette | Qualité                 |
| ---------------------------------------- | --------- | ------------------- | --------- | ----------------------- |
| juin 1995                                | mars 2008 | Michel Héry         | SE        | Chauffeur de car        |
| mars 2008                                | mars 2008 | Serge Boulay        | SE        | Retraité de l'industrie |
| avril 2008                               | mars 2014 | Michel Héry         | SE        | Chauffeur de car        |
| mars 2014                                | En cours  | Jean-Pierre Frimont | DVD       | Cadre                   |
| Les données manquantes sont à compléter. |           |                     |           |                         |

## Démographie
L'évolution du nombre d'habitants est connue à travers les recensements de la population effectués dans la commune depuis 1793. Pour les communes de moins de 10 000 habitants, une enquête de recensement portant sur toute la population est réalisée tous les cinq ans, les populations de référence des années intermédiaires étant quant à elles estimées par interpolation ou extrapolation. Pour la commune, le premier recensement exhaustif entrant dans le cadre du nouveau dispositif a été réalisé en 2008.
En 2022, la commune comptait 995 habitants, en évolution de −0,9 % par rapport à 2016 (Sarthe : −0,25 %, France hors Mayotte : +2,11 %).
| 1793  | 1800  | 1806  | 1821  | 1831  | 1836  | 1841  | 1846  | 1851  |
| ----- | ----- | ----- | ----- | ----- | ----- | ----- | ----- | ----- |
| 1 361 | 1 458 | 1 503 | 1 760 | 1 889 | 1 971 | 1 911 | 1 958 | 1 994 |

| 1856  | 1861  | 1866  | 1872  | 1876  | 1881  | 1886  | 1891  | 1896  |
| ----- | ----- | ----- | ----- | ----- | ----- | ----- | ----- | ----- |
| 2 010 | 1 997 | 2 021 | 1 812 | 1 614 | 1 465 | 1 402 | 1 305 | 1 130 |

| 1901  | 1906  | 1911 | 1921 | 1926 | 1931 | 1936 | 1946 | 1954 |
| ----- | ----- | ---- | ---- | ---- | ---- | ---- | ---- | ---- |
| 1 102 | 1 061 | 974  | 871  | 807  | 809  | 758  | 810  | 807  |

| 1962 | 1968 | 1975 | 1982 | 1990 | 1999 | 2006 | 2008  | 2013  |
| ---- | ---- | ---- | ---- | ---- | ---- | ---- | ----- | ----- |
| 762  | 776  | 831  | 836  | 802  | 863  | 992  | 1 023 | 1 001 |

| 2018 | 2022 | - | - | - | - | - | - | - |
| ---- | ---- | - | - | - | - | - | - | - |
| 980  | 995  | - | - | - | - | - | - | - |

### Vie associative et culturelle

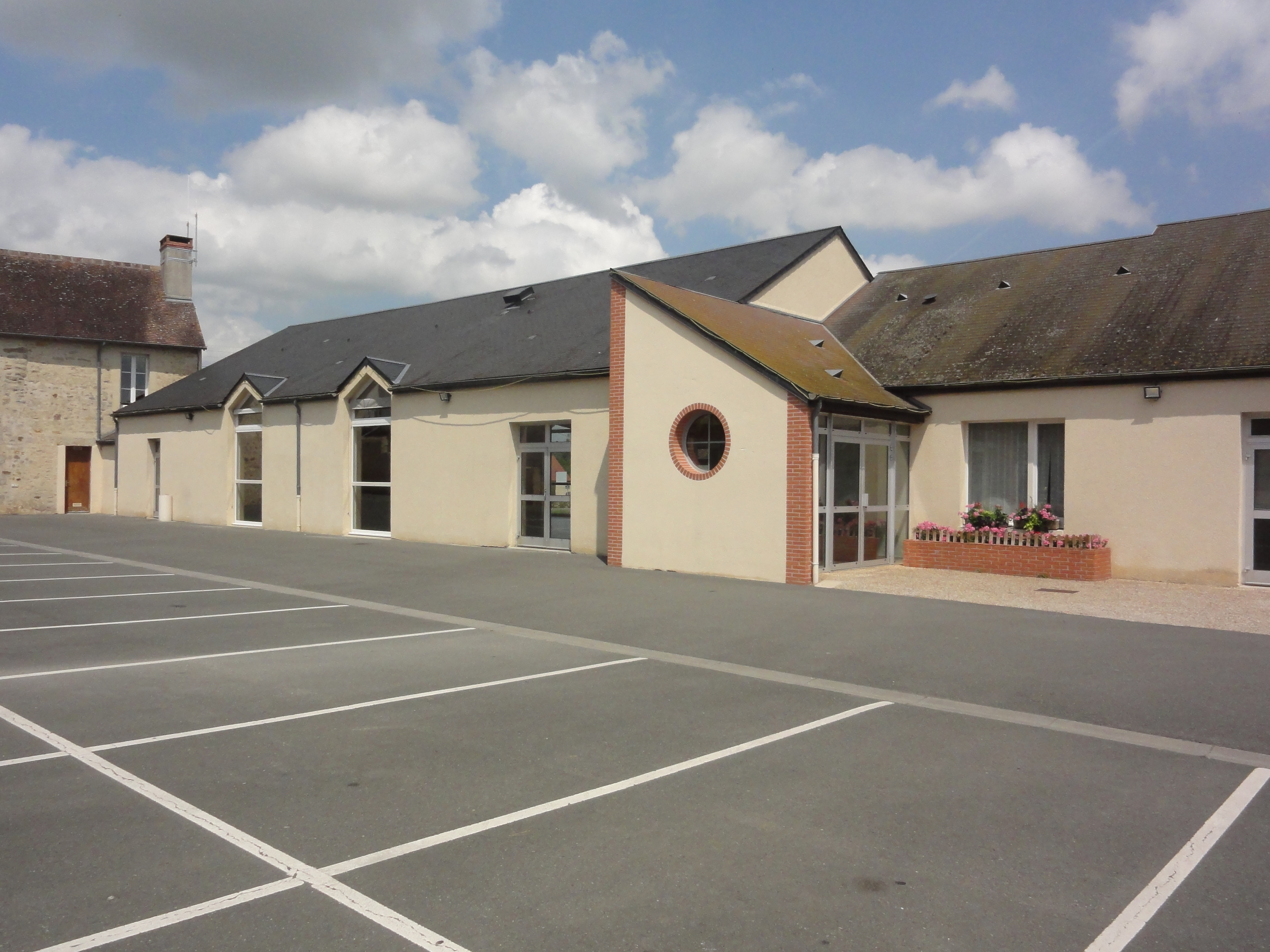
Salle polyvalente

- Salle polyvalente.

## Religions
Fyé a été de 2000 à 2009 le siège du centre vaudou européen. Le hounfor de la Mandragore, 1er centre vaudou actif en France de tradition africaine y était établi.

## Culture locale et patrimoine

### Lieux et monuments
- L'église Saint-Pierre.
- Le monument aux morts.
- Le monument de la 2e division blindée, le long de la route d'Alençon au Mans.
- Le Jardin humoristique de Fernand Chatelain.
- Château du Meslay.
- Plusieurs croix et calvaires.

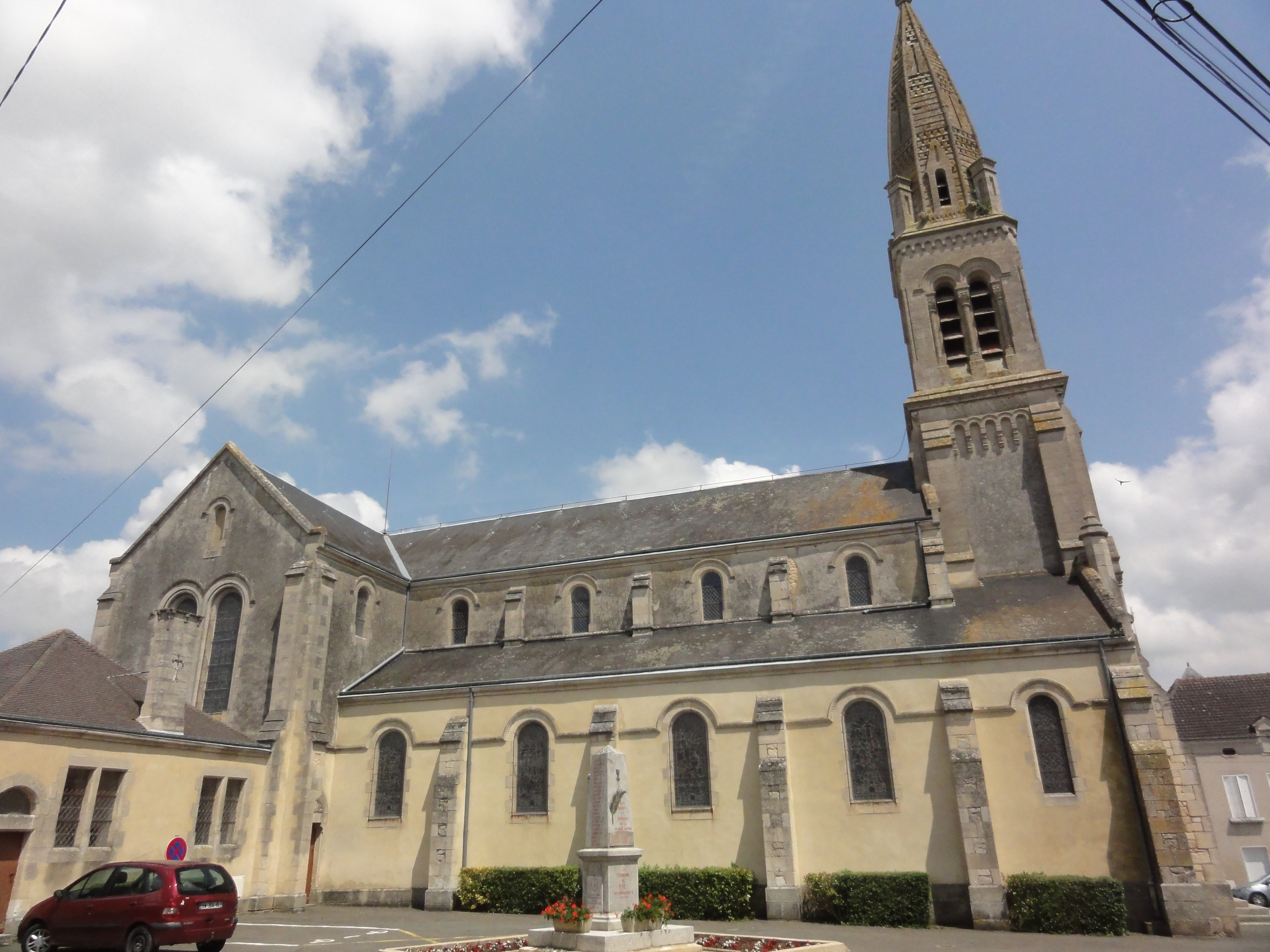
Église Saint-Pierre.
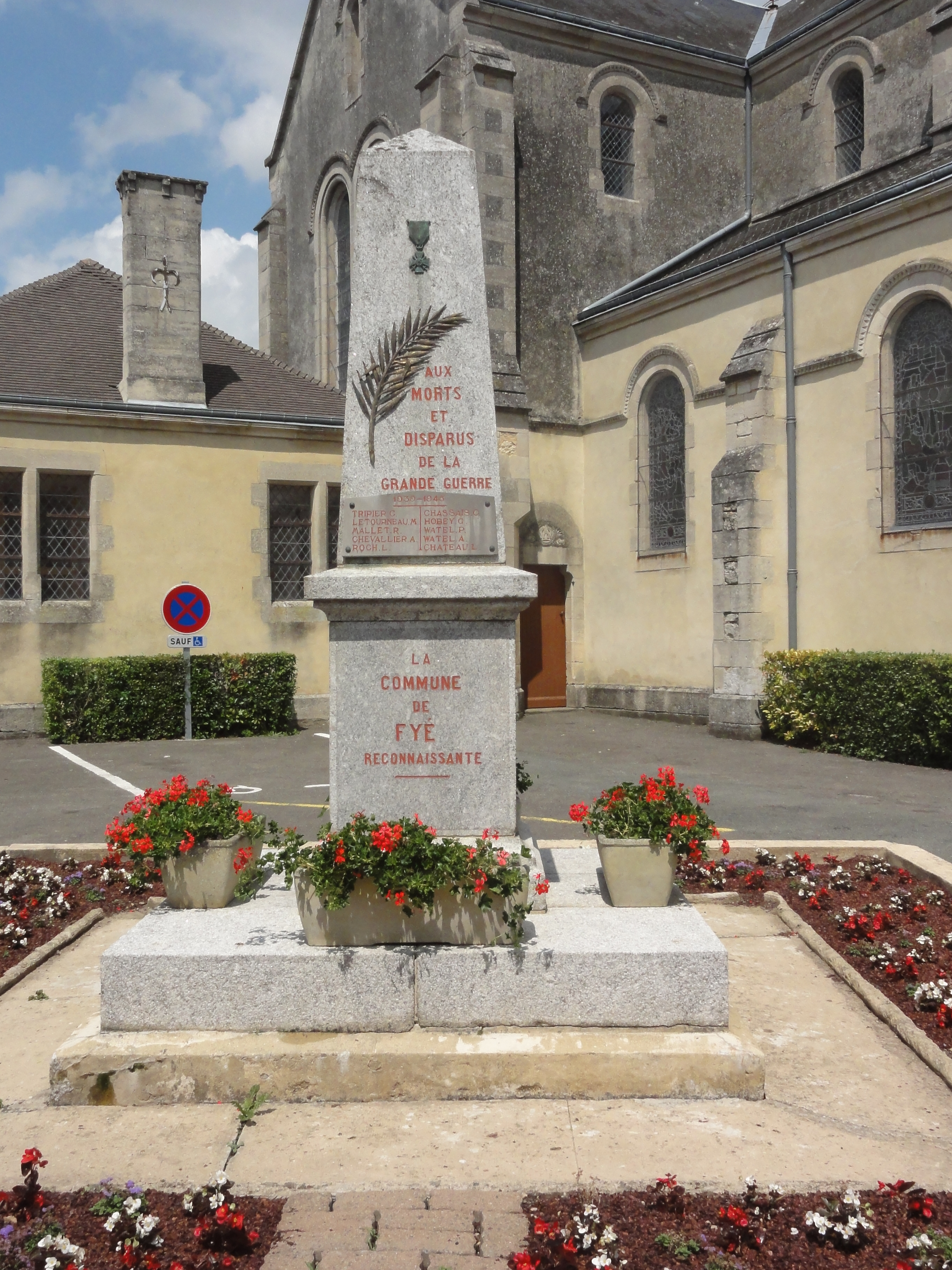
Monument aux morts.
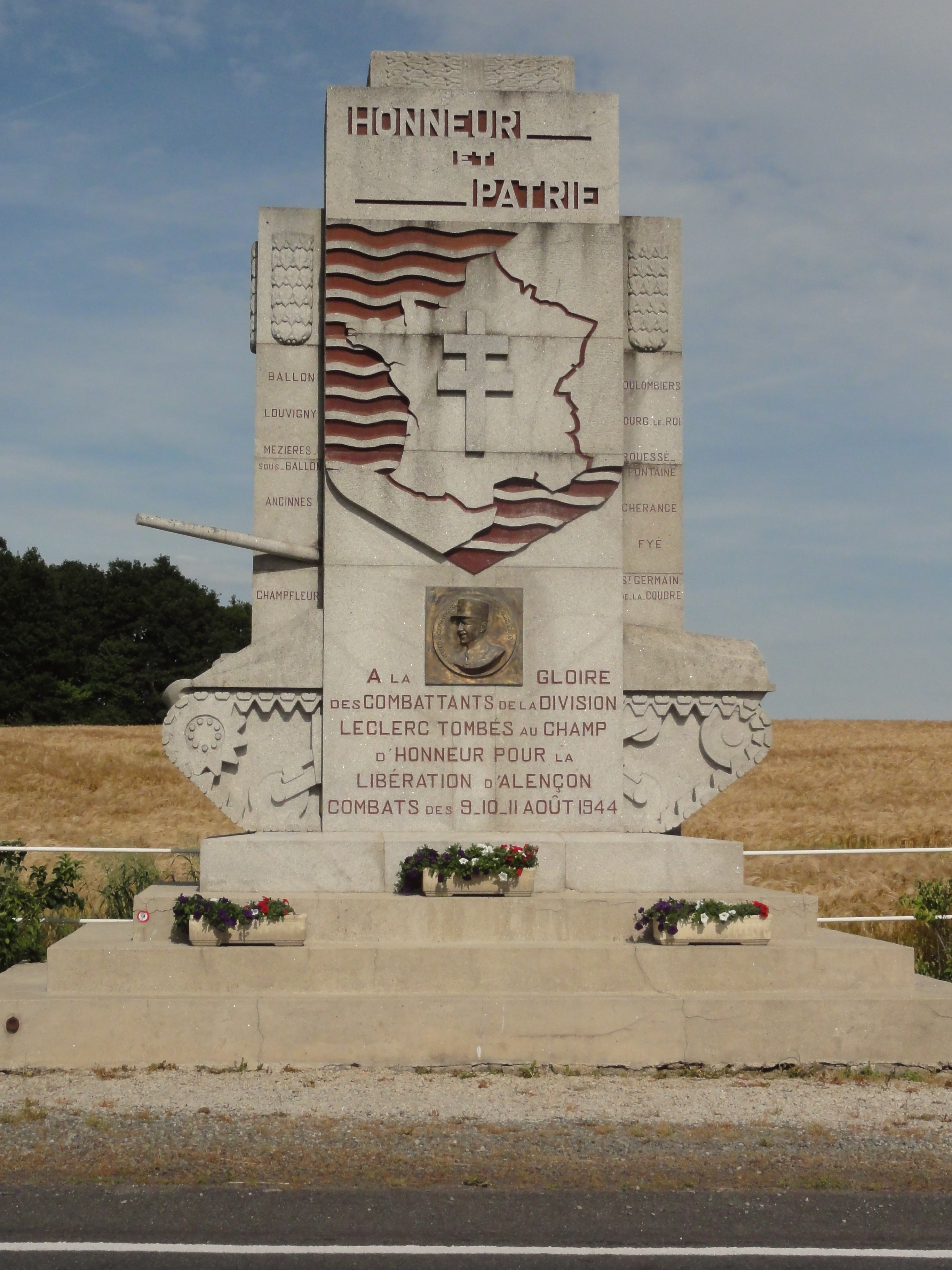
Monument de la 2e division blindée,
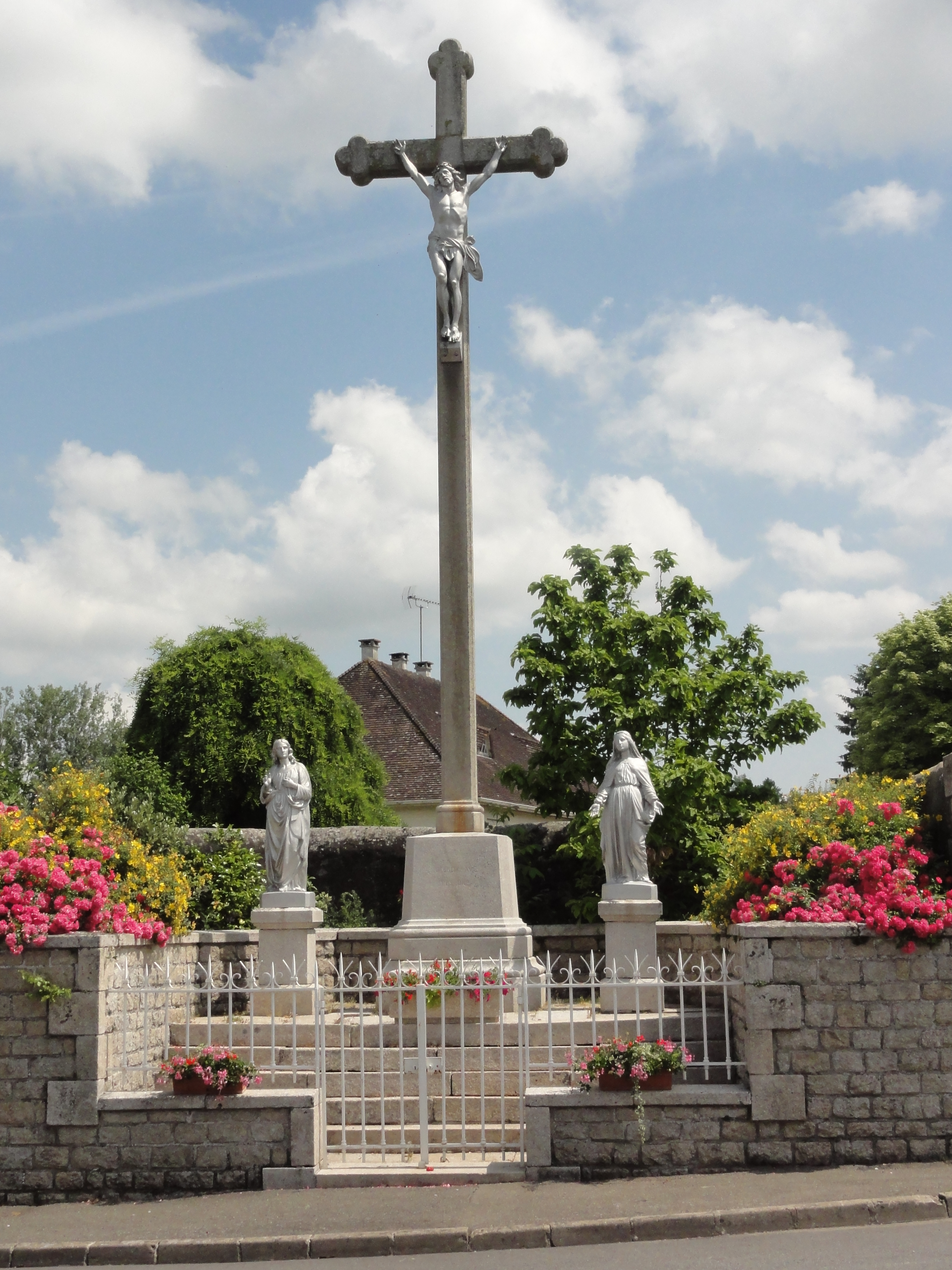
Calvaire de la rue principale .
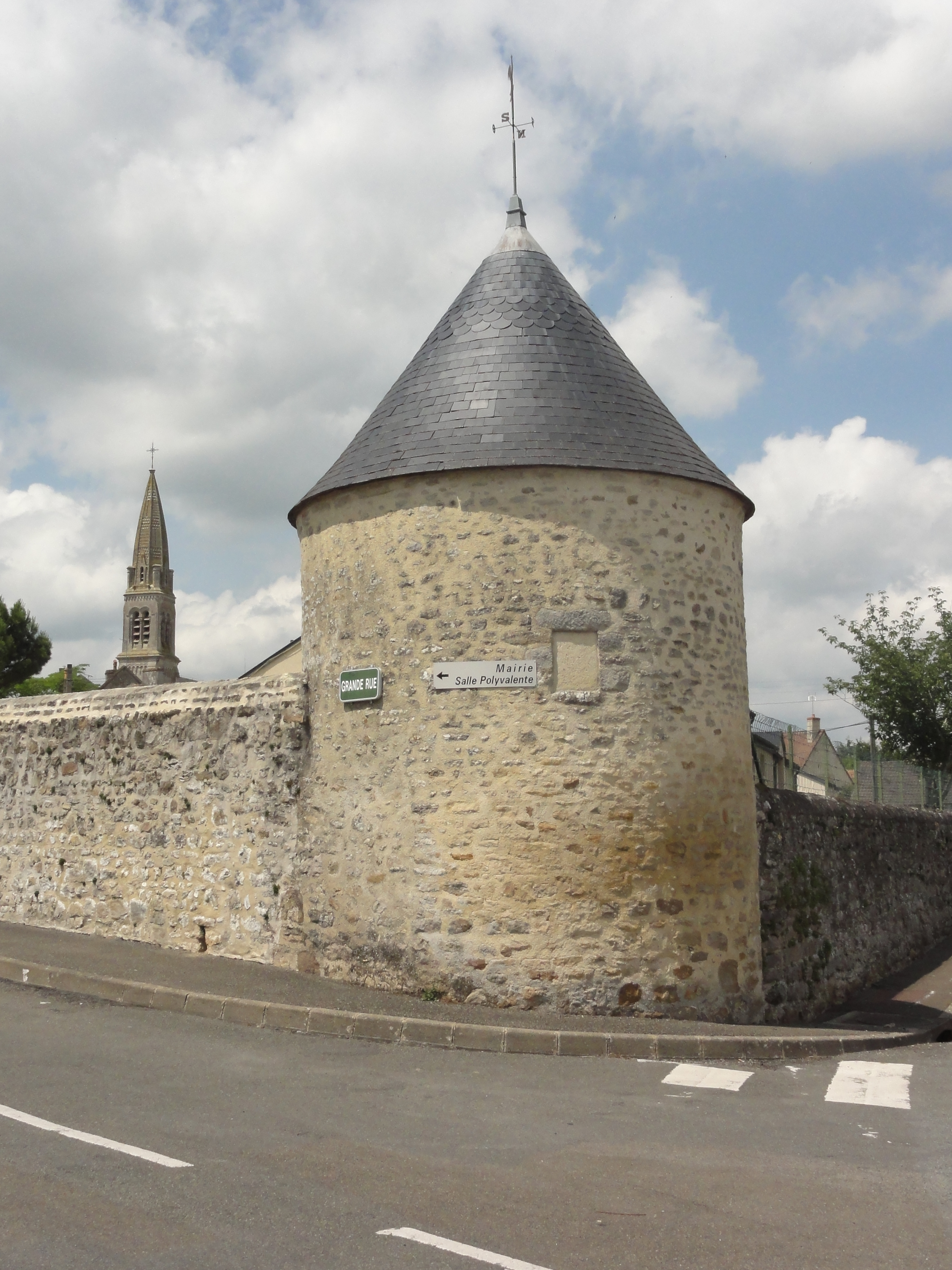
Tour ronde, peut-être un ancien (four à chanvre)

### Personnalités liées à la commune
Fernand Chatelain (1899-1988), créateur d'un jardin d'art brut.

### Héraldique
| Blason de Fyé | Blason  | De gueules à la crosse d'or accostée de deux clés d'argent, les pannetons adossés; au chef cousu d'azur* chargé de deux fleurs de lys d'or.                      |
| Blason de Fyé | Détails | * Ces armes emploient le terme « cousu » dans le seul but de contrevenir à la règle de contrariété des couleurs : elles sont fautives : chef cousu inacceptable. |